# Campeonato Mundial de Taekwondo de 2007
O Campeonato Mundial de Taekwondo de 2007 foi a 18ª edição do evento, organizado pela Federação Mundial de Taekwondo (WTF) entre 18 de maio a 22 de maio de 2007. A competição foi realizada no Ginásio de Changping, em Pequim, China. 

## Resultados
Os resultados foram os seguintes. 
Masculino
| Evento        | Ouro                          | Prata                            | Bronze                         |
| Até 54 kg     | Coreia do Sul Choi Yeon-ho    | Tailândia · Chutchawal Khawlaor  | Cazaquistão · Aslan Batykulov  |
| Até 54 kg     | Coreia do Sul Choi Yeon-ho    | Tailândia · Chutchawal Khawlaor  | México · Rodolfo Osornio       |
| Até 58 kg     | Espanha · Juan Antonio Ramos  | México · Guillermo Pérez         | Egito · Tamer Bayoumi          |
| Até 58 kg     | Espanha · Juan Antonio Ramos  | México · Guillermo Pérez         | Coreia do Sul Lee Sun-jae      |
| Até 62 kg     | Croácia · Filip Grgić         | Tailândia · Nacha Punthong       | Países Baixos · Rafik Zohri    |
| Até 62 kg     | Croácia · Filip Grgić         | Tailândia · Nacha Punthong       | Brasil · Marcel Ferreira       |
| Até 67 kg     | Cuba · Gessler Viera          | Irão Omid Gholamzadeh            | Coreia do Sul Song Myeong-seob |
| Até 67 kg     | Cuba · Gessler Viera          | Irão Omid Gholamzadeh            | Países Baixos · Dennis Bekkers |
| Até 72 kg     | Taipé Chinesa · Sung Yu-chi   | Afeganistão · Nesar Ahmad Bahave | Países Baixos · Tommy Mollet   |
| Até 72 kg     | Taipé Chinesa · Sung Yu-chi   | Afeganistão · Nesar Ahmad Bahave | Irão Hadi Saei                 |
| Até 78 kg     | Estados Unidos · Steven López | Coreia do Sul Jang Chang-ha      | Canadá · Sébastien Michaud     |
| Até 78 kg     | Estados Unidos · Steven López | Coreia do Sul Jang Chang-ha      | Hungria · Balázs Tóth          |
| Até 84 kg     | Turquia · Bahri Tanrıkulu     | Azerbaijão · Tavakkul Bayramov   | Coreia do Sul Park Min-soo     |
| Até 84 kg     | Turquia · Bahri Tanrıkulu     | Azerbaijão · Tavakkul Bayramov   | Cazaquistão · Arman Chilmanov  |
| Mais de 84 kg | Mali · Daba Modibo Keïta      | Irão Morteza Rostami             | Coreia do Sul Nam Yun-bae      |
| Mais de 84 kg | Mali · Daba Modibo Keïta      | Irão Morteza Rostami             | Marrocos · Abdelkader Zrouri   |

Feminino
| Evento        | Ouro                           | Prata                            | Bronze                                 |
| Até 47 kg     | China · Wu Jingyu              | Tailândia · Yaowapa Boorapolchai | Taipé Chinesa · Yang Shu-chun          |
| Até 47 kg     | China · Wu Jingyu              | Tailândia · Yaowapa Boorapolchai | Estados Unidos · Charlotte Craig       |
| Até 51 kg     | Espanha · Brigitte Yagüe       | Croácia · Ana Zaninović          | República Dominicana · Yajaira Peguero |
| Até 51 kg     | Espanha · Brigitte Yagüe       | Croácia · Ana Zaninović          | Cazaquistão · Nazgul Tazhigulova       |
| Até 55 kg     | Coreia do Sul Jung Jin-hee     | Taipé Chinesa · Tseng Yi-hsuan   | Cuba · Yaimara Rosario                 |
| Até 55 kg     | Coreia do Sul Jung Jin-hee     | Taipé Chinesa · Tseng Yi-hsuan   | Espanha · Andrea Rica                  |
| Até 59 kg     | Coreia do Sul Lee Sung-hye     | Turquia · Hamide Bıkçın Tosun    | Estados Unidos · Diana López           |
| Até 59 kg     | Coreia do Sul Lee Sung-hye     | Turquia · Hamide Bıkçın Tosun    | Tailândia · Watcharaporn Dongnoi       |
| Até 63 kg     | Canadá · Karine Sergerie       | Coreia do Sul Park Hye-mi        | Noruega · Mona Solheim                 |
| Até 63 kg     | Canadá · Karine Sergerie       | Coreia do Sul Park Hye-mi        | Estados Unidos · Nia Abdallah          |
| Até 67 kg     | Coreia do Sul Hwang Kyung-seon | França · Gwladys Épangue         | Alemanha · Helena Fromm                |
| Até 67 kg     | Coreia do Sul Hwang Kyung-seon | França · Gwladys Épangue         | Croácia · Sandra Šarić                 |
| Até 72 kg     | México · María Espinoza        | Coreia do Sul Lee In-jong        | China · Luo Wei                        |
| Até 72 kg     | México · María Espinoza        | Coreia do Sul Lee In-jong        | Brasil · Natália Falavigna             |
| Mais de 72 kg | China · Chen Zhong             | Coreia do Sul Han Jin-sun        | Taipé Chinesa · Tsui Fang-hsuan        |
| Mais de 72 kg | China · Chen Zhong             | Coreia do Sul Han Jin-sun        | Itália · Daniela Castrignano           |

## Quadro de medalhas
O quadro de medalhas foi publicado. 
| Ordem | País                 | Medalha de ouro | Medalha de prata | Medalha de bronze | Total |
| ----- | -------------------- | --------------- | ---------------- | ----------------- | ----- |
| 1     | Coreia do Sul        | 4               | 4                | 4                 | 12    |
| 3     | China                | 2               | 0                | 1                 | 3     |
| 3     | Espanha              | 2               | 0                | 1                 | 3     |
| 4     | Taipé Chinesa        | 1               | 1                | 2                 | 4     |
| 5     | Croácia              | 1               | 1                | 1                 | 3     |
| 5     | México               | 1               | 1                | 1                 | 3     |
| 7     | Turquia              | 1               | 1                | 0                 | 2     |
| 8     | Estados Unidos       | 1               | 0                | 3                 | 4     |
| 9     | Canadá               | 1               | 0                | 1                 | 2     |
| 9     | Cuba                 | 1               | 0                | 1                 | 2     |
| 11    | Mali                 | 1               | 0                | 0                 | 1     |
| 12    | Tailândia            | 0               | 3                | 1                 | 4     |
| 13    | Irão                 | 0               | 2                | 1                 | 3     |
| 14    | Afeganistão          | 0               | 1                | 0                 | 1     |
| 14    | Azerbaijão           | 0               | 1                | 0                 | 1     |
| 14    | França               | 0               | 1                | 0                 | 1     |
| 17    | Cazaquistão          | 0               | 0                | 3                 | 3     |
| 17    | Países Baixos        | 0               | 0                | 3                 | 3     |
| 19    | Brasil               | 0               | 0                | 2                 | 2     |
| 20    | República Dominicana | 0               | 0                | 1                 | 1     |
| 20    | Egito                | 0               | 0                | 1                 | 1     |
| 20    | Alemanha             | 0               | 0                | 1                 | 1     |
| 20    | Hungria              | 0               | 0                | 1                 | 1     |
| 20    | Itália               | 0               | 0                | 1                 | 1     |
| 20    | Marrocos             | 0               | 0                | 1                 | 1     |
| 20    | Noruega              | 0               | 0                | 1                 | 1     |
| Total | Total                | 16              | 16               | 32                | 64    |